# Estación Aeronaval de Agaña
La Estación Aeronaval de Agaña' (en inglés: Naval Air Station Agana) es una antigua estación aérea y naval de Estados Unidos situada en la isla de Guam. Fue inaugurada por la Marina Imperial Japonesa en 1943 y clausurada por el gobierno de los Estados Unidos en 1995. Durante y después de su cierre, operó junto al Aeropuerto Internacional Antonio B. Won Pat.
El aeropuerto fue construido por la Marina Imperial Japonesa alrededor de 1943. Hay quienes las llamaron aeródromo militar Guamu Dai Ni m (Guam número 2) como parte de sus defensas de las islas Marianas . Después de que la isla fue recapturada por las fuerzas estadounidenses en 1944, pasó a llamarse Aeródromo de Agaña, debido a la proximidad de la ciudad.